# Grand Prix Formule 1 van Oostenrijk 1971
De Grand Prix Formule 1 van Oostenrijk 1971 werd gehouden op 15 augustus 1971 op de Österreichring.

## Uitslag
| Positie | Nummer | Rijder             | Team                  | Ronden | Tijd/Opgave    | Startplaats | Punten |
| ------- | ------ | ------------------ | --------------------- | ------ | -------------- | ----------- | ------ |
| 1       | 14     | Jo Siffert         | British Racing Motors | 54     | 1:30:23.91     | 1           | 9      |
| 2       | 2      | Emerson Fittipaldi | Lotus-Ford            | 54     | 4.12           | 5           | 6      |
| 3       | 8      | Tim Schenken       | Brabham-Ford          | 54     | 19.77          | 7           | 4      |
| 4       | 3      | Reine Wisell       | Lotus-Ford            | 54     | 31.87          | 10          | 3      |
| 5       | 7      | Graham Hill        | Brabham-Ford          | 54     | 48.43          | 8           | 2      |
| 6       | 25     | Henri Pescarolo    | March-Ford            | 54     | + 1:24.51      | 13          | 1      |
| 7       | 24     | Rolf Stommelen     | Surtees-Ford          | 54     | + 1:37.42      | 12          |        |
| 8       | 17     | Ronnie Peterson    | March-Ford            | 53     | +1 Ronde       | 11          |        |
| 9       | 10     | Jackie Oliver      | McLaren-Ford          | 53     | +1 Ronde       | 22          |        |
| 10      | 23     | Peter Gethin       | British Racing Motors | 52     | +2 Rondes      | 16          |        |
| 11      | 16     | Helmut Marko       | British Racing Motors | 52     | +2 Rondes      | 17          |        |
| 12      | 19     | Nanni Galli        | March-Alfa Romeo      | 51     | +3 Rondes      | 15          |        |
| NC      | 27     | Mike Beuttler      | March-Ford            | 47     | Not Classified | 19          |        |
| NF      | 12     | François Cevert    | Tyrrell-Ford          | 42     | Motor          | 3           |        |
| NF      | 11     | Jackie Stewart     | Tyrrell-Ford          | 35     | Aandrijving    | 2           |        |
| NF      | 4      | Jacky Ickx         | Ferrari               | 31     | Motor          | 6           |        |
| NF      | 26     | Niki Lauda         | March-Ford            | 20     | Handling       | 21          |        |
| NF      | 22     | John Surtees       | Surtees-Ford          | 12     | Motor          | 18          |        |
| NF      | 5      | Clay Regazzoni     | Ferrari               | 8      | Motor          | 4           |        |
| NF      | 15     | Howden Ganley      | British Racing Motors | 5      | Ontsteking     | 14          |        |
| NF      | 9      | Denny Hulme        | McLaren-Ford          | 4      | Motor          | 9           |        |
| NS      | 28     | Jo Bonnier         | McLaren-Ford          | 0      | Brandstoflek   | 20          |        |

## Statistieken
| Pole-position | Jo Siffert | British Racing Motors | 1:37.44 |
| Snelste ronde | Jo Siffert | British Racing Motors | 1:38.47 |

## Noot
- Dit was het debuut van de Oostenrijkse coureur (en toekomstig wereldkampioen) Niki Lauda.
- Eerste podiumplaats voor Tim Schenken.
- Eerste Grand Slam en vijfde podiumplaats voor Jo Siffert. Tevens eerste Grand Slam voor een Zwitserse coureur.

1963 · 1964 · 1970 · 1971 · 1972 · 1973 · 1974 · 1975 · 1976 · 1977 · 1978 · 1979 · 1980 · 1981 · 1982 · 1983 · 1984 · 1985 · 1986 · 1987 · 1997 · 1998 · 1999 · 2000 · 2001 · 2002 · 2003 · 2014 · 2015 · 2016 · 2017 · 2018 · 2019 · 2020 · 2021 · 2022 · 2023 · 2024 · 2025